# Mike Phiromphon
Mike Piromphon (thajsky ไมค์ ภิรมย์พร; * 8. červenec 1966, provincie Udon Thani) je thajský zpěvák a herec. Svou hudbu tvoří v hudebních žánrech elektronický luk thung a Mor lam.

## Život
Narodil se do rodiny Soma Pinthapakana a jeho ženy Sonklin Pinthapakan. Dětství strávil v chudobě, později se živil jako dělník nebo číšník. Seznámil se s učitelem hudby, který ho nejdříve pozval na zvukovou zkoušku a následně ho zaměstnal na výkon domácích prací. Díky němu se dozvěděl o tom, že vydavatelství Grammy Gold hledá nové zpěváky, a tak se dostal k umělecké kariéře.
Jeho otec zemřel roku 2012 na rakovinu tlustého střeva ve věku 73 let.

## Diskografie

### Studiová alba
- Kan Lang Kor Lao (คันหลังก็ลาว) – rok vydání: 1995, vydavatel: GMM Grammy
- Nam Ta Lon Bon Toe Jeen (น้ำตาหล่นบนโต๊ะจีน) – rok vydání: 1996, vydavatel: GMM Grammy
- Ya Jai Khon Jon (ยาใจคนจน) – rok vydání: 1998, vydavatel: GMM Grammy
- Nuei Mai Khon Dee (เหนื่อยไหมคนดี) – rok vydání: 2000, vydavatel: GMM Grammy
- Yang Rak Kan Yoo Rue Plao (ยังรักกันอยู่หรือเปล่า) – rok vydání: 2007, vydavatel: GMM Grammy
- Bon Thanon Sai Khon Dee (บนถนนสายคนดี) – rok vydání: 2018, vydavatel: GMM Grammy
- Status Bor Koei Pliean (สเตเตัสบ่เคยเปลี่ยน) – rok vydání: 2019, vydavatel: GMM Grammy